# История почты и почтовых марок Занзибара
История почты и почтовых марок Занзибара условно включает периоды развития почтовой связи на острове Занзибар в эпоху самостоятельного государства, под британским протекторатом и после получения независимости и последующего объединения с Танганьикой.

## Развитие почты
Одно время Занзибар был самостоятельным государством в Восточной Африке, с длительной историей торговых отношений в арабском мире и связанной с этим историей почты. Первоначально, примерно с 1875 года, на Занзибаре употреблялись почтовые марки Британской Индии.

## Выпуски почтовых марок

### Первые марки
Первые почтовые марки с надписью «Zanzibar» («Занзибар») были выпущены в 1895 году.

### Британский протекторат

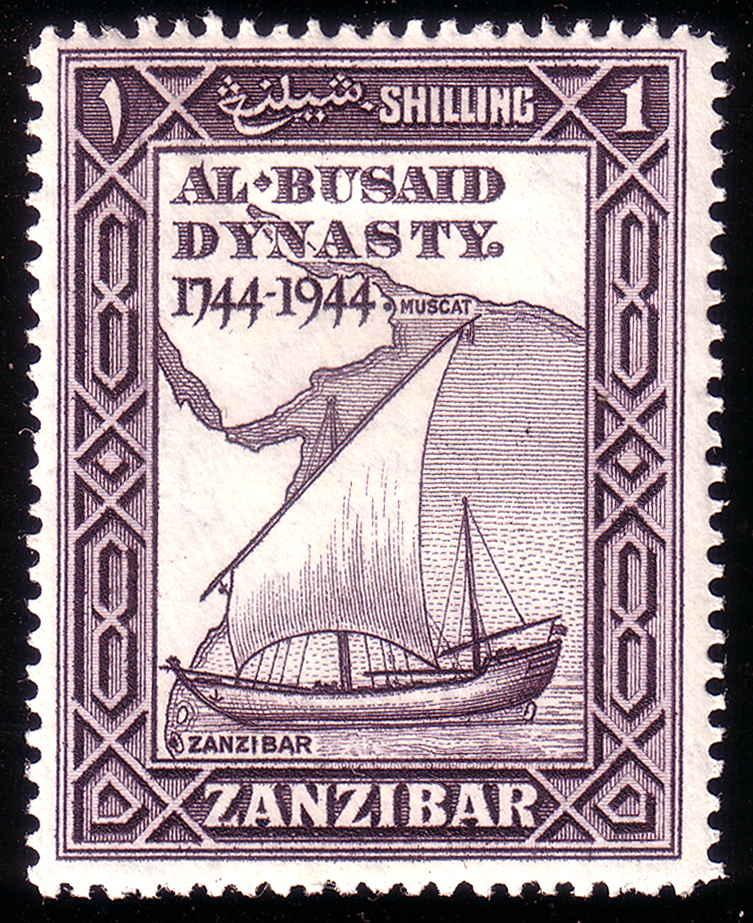
Марка Занзибара (1944)

С конца XIX века Занзибар находился под британским протекторатом.

### Независимость и образование Танзании
В 1963 году Занзибар стал независимым государством, а в 1964 году объединился с Танганьикой, с образованием Объединённой Республики Танзании, и ныне является наполовину автономной частью этой страны.